# Німецьке вторгнення в Люксембург
Німецьке вторгнення в Люксембург — військова операція Збройних сил Третього Рейху із захоплення території Люксембургу. Складова частина оперативного плану вермахту «Гельб» з вторгнення німецьких військ до Нижніх країн — Бельгії, Люксембургу, Нідерландів і Франції — на першому етапі Другої світової війни. Битва розпочалася 10 травня 1940 року і тривала лише один день. Зіткнувшись з незначним опором люксембурзьких збройних сил, гітлерівські війська швидко окупували Люксембург. Люксембурзькому уряду та Великій герцогині Шарлотті вдалося втекти з країни, а в Лондоні було створено уряд у вигнанні.

## Історія

### Передумови
1 вересня 1939 року нацистська Німеччина напала на Польщу, розв'язавши Другу світову війну. Це поставило уряд Великого Герцогства Люксембург у делікатну ситуацію. З одного боку, симпатії населення були на боці Великої Британії та Франції, з іншого боку, через політику нейтралітету країни з часів Лондонського договору 1867 року, уряд дотримувався обережної невойовничої позиції стосовно своїх сусідів. Відповідно до умов договору, єдиною військовою силою Люксембургу був невеликий Добровольчий корпус під командуванням капітана Алоїза Якобі, посилений Великою герцогською жандармерією під командуванням капітана Моріса Штейна. Разом вони утворювали Корпус жандармів і добровольців під командуванням майора-командувача Еміля Спеллера.
Опівдні 1 вересня Радіо Люксембургу оголосило, що для того, щоб країна залишалася однозначно нейтральною у конфлікті, що виник, воно припиняє мовлення. Виняток становили щоденні 20-хвилинні повідомлення опівдні та ввечері, зарезервовані для урядових оголошень. До кінця місяця уряд надавав іноземним представництвам у країні повні стенограми своїх передач. Пізніше того ж дня кілька німецьких станцій видавали себе за «Радіо Люксембург», мовлячи на люксембурзькій хвилі, роблячи, на думку Тимчасового повіреного у справах США Джорджа Платта Уоллера, «відверто нейтральні заяви». Увечері 21 вересня уряд Великого Герцогства призупинив усі трансляції до завершення війни.
14 вересня Добровольчий корпус поповнився допоміжним підрозділом чисельністю 125 осіб. Німецькі військові маневри та рух на річці змушували населення дедалі більше нервувати, тому навесні 1940 року вздовж кордонів з Німеччиною та Францією були зведені укріплення. Так звана «Лінія Шустера», названа на честь її головного конструктора, складалася з 41 комплекту бетонних блоків та залізних воріт; 18 мостових і 18 дорожніх загороджень на німецькому кордоні та п'ять дорожніх загороджень на французькому кордоні. Оскільки Герцогська жандармерія і добровольчі формування не мали у своєму штаті інженерного підрозділу, будівництво лягло на плечі цивільних інженерів, в той час як технічні поради шукали у французів, які виявляли велику зацікавленість у створенні лінії. Вздовж німецького кордону було створено дев'ять радіозастав, кожна з яких була укомплектована жандармами, з центральним радіоприймачем в офісі капітана М.Штейна біля казарм добровольців Сент-Еспріт в столиці. 4 січня 1940 року під головуванням Великої герцогині Шарлотти було скликано засідання Кабінету міністрів, який намітив кроки, які слід вжити у випадку німецького вторгнення. Шарлотта вирішила, що у разі нападу вона та уряд втечуть за кордон, щоб відстоювати суверенітет країни, якщо це стане можливим. Під час Першої світової війни її старша сестра і тодішня велика герцогиня Марія-Аделаїда вирішила залишитися під час німецької окупації країни, що заплямувало монархію; Шарлотта хотіла уникнути подібних проблем. Уряд перевів частину золотого запасу країни до Бельгії й почав накопичувати фінансові резерви в брюссельському та паризькому посольствах на випадок, якщо доведеться тікати через ймовірне вторгнення німецьких військ. Паризькому представництву також було передано запечатаний конверт з офіційним проханням про військову допомогу від французького уряду на випадок, якщо комунікації будуть перервані в результаті ворожої агресії.
Після кількох хибних тривог навесні 1940 року ймовірність військового конфлікту між Німеччиною та Францією зросла. Німеччина припинила експорт коксу для люксембурзької металургійної промисловості. Агенти Абверу під керівництвом Оскара Райля проникали в країну під виглядом туристів. Це помітив капітан Фернан Архен, старший офіцер французької розвідки під прикриттям у Люксембурзі, який видавав себе за торговця вином. Він доповів про свої викриття начальству в Лонгві 7 травня, розуміючи, що агенти будуть використані для захоплення ключових мостів через річки Зауер, Мозель і Ур. 3 березня командувач французької 3-ї армії армійський генерал Шарль-Марі Конде отримав наказ у разі нападу Німеччини ввести свої війська в Люксембург.

### Напередодні агресії
Увечері 8 травня уряд Великого Герцогства вперше наказав закрити всі перепускні проходи «лінії Шустера» об 11:00 і залишити їх закритими незалежно від обставин до 06:00 наступного ранку. Протягом дня люксембурзька влада спостерігала значно меншу активність на дальньому боці кордону і не повідомляла про пересування танків чи кулеметів. У другій половині дня 9 травня офіцер французької розвідки, дислокований у Клерво, став свідком того, як німецькі війська розпочали монтувати понтонні мости через Зауер. Він марно намагався зв'язатися з капітаном Археном і вдався до прямого телефонного дзвінка своєму начальству в Лонгві. Того ж дня громадянин Німеччини, який працював у Люксембурзі садівником і був членом німецької п'ятої колони, попередив свого люксембурзького роботодавця, Карло Тука, про наближення вторгнення. Тук передав попередження владним структурам.

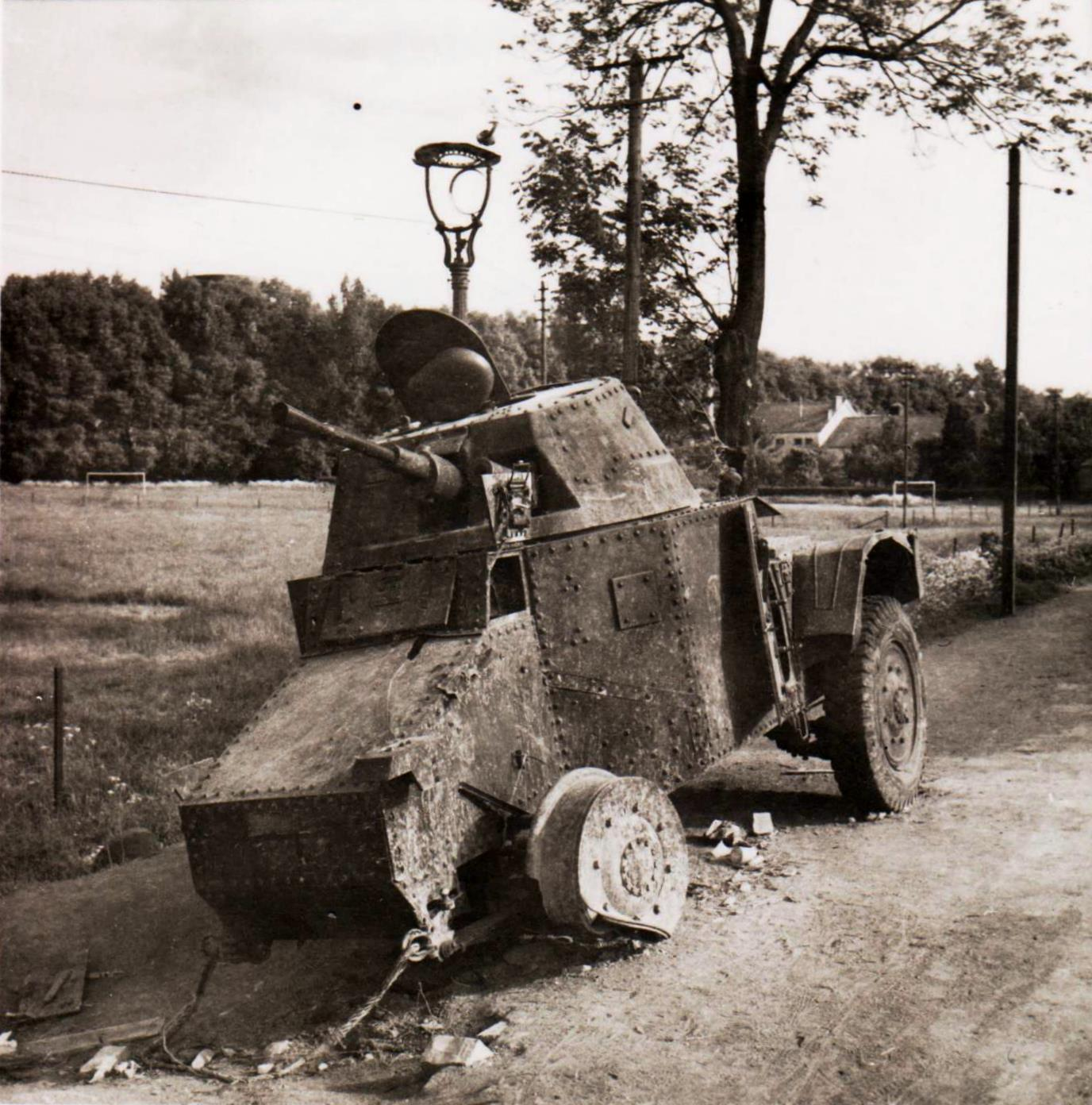
Підбитий французький бронеавтомобіль Panhard 178 на люксембурзькій дорозі. Травень 1940

Пізно ввечері того ж дня уряд Люксембургу отримав документ від командування німецької дивізії. Датований 23 квітня 1940 року, він детально описував накази начальника штабу дивізії різним підрозділам зайняти стратегічні об'єкти в їхній країні. Уряд Великого Герцогства привів у повну бойову готовність усі прикордонні пости та відділення Великого Герцогства жандармерії. У Люксембурзі жандарми мобілізувалися для захисту громадських будівель, автомобільні патрулі були відправлені для проведення арештів представників «п'ятої колони». Економічний радник і канцлер німецького представництва були затримані для допиту за звинуваченнями в тому, що вони використовували автомобілі представництва для організації підривної діяльності в країні. Оскільки вторгнення ще не відбулося і вони все ще користувалися дипломатичними привілеями, поліція була змушена їх відпустити. Тим часом капітан Архен отримав рапорт свого підлеглого, але на той момент інформатори в жандармерії повідомили йому, що на віддаленій фермі біля Мозеля відбулася перестрілка з німецькими шпигунами. Об 11:45 9 травня він передав по радіо Лонгві: «Доповідаю про важливі пересування німецьких військ на німецько-люксембурзькому кордоні». Протягом ночі його повідомлення ставали все більш і більш несамовитими. Двоє люксембурзьких митників у Вормельданжі чули коней і солдатів на іншому березі Мозеля, але через сильний туман не змогли розгледіти дії німців.
Близько 02:00 10 травня Люксембурзька влада отримала перші повідомлення про перестрілку, коли двоє жандармів потрапили в засідку біля німецького кордону, влаштовану агентами в цивільному. Німці відступили до млина Фельс біля Гревенмахера, і близько 20 солдатів-добровольців були відправлені для їхнього арешту. Уряд наказав зачинити всі сталеві двері вздовж кордону. О 02:15 на солдатів, дислокованих у Бусі, напали німці в цивільному одязі. Одного солдата було важко поранено, а одного німця було затримано. Незабаром після цього лейтенант жандармерії і його шофер потрапили в засідку і вступили в перестрілку з німецькомовними велосипедистами; ніхто не постраждав. П'ята колона успішно перерізала телефонні дроти між столицею і прикордонними заставами, змусивши жандармів спілкуватися за допомогою короткохвильового радіо. Німецькі агенти поступово захопили радіостанції; остання з них, у Вассербіллігу, вела передачу доти, доки німці не увірвалися до її приміщення.
О 03:30 люксембурзька влада звільнила інтернованих французьких пілотів та німецьких дезертирів. Королівська родина була евакуйована з резиденції в Кольмар-Берзі до Великого герцогського палацу в Люксембурзі. Приблизно через 30 хвилин, на світанку, були помічені німецькі літаки, що летіли над Люксембургом у напрямку Бельгії.

### Хід вторгнення
О 04:35 ранку 10 травня 1940 німецький Вермахт розпочав одночасно вторгнення на територію Люксембургу, Нідерландів та Бельгії за планом операції «Гельб». 1-ша, 2-га та 10-та німецькі танкові дивізії перетнули німецько-люксембурзький кордон біля Валлендорф-Понта, Віандена та Ехтернаха відповідно. Для переходу через танкові пастки «Лінії Шустера» використовувалися дерев'яні пандуси. Відбулися перестрілки, але німці не зустріли значного опору, за винятком кількох зруйнованих мостів та мінування, оскільки більшість Люксембурзького добровольчого корпусу залишалася у своїх казармах. Кордон захищали лише солдати, які добровільно зголосилися нести караульну службу, та жандарми. Жменька німців захопила міст у Вормельданґе і взяла в полон двох митників, які вимагали зупинитися, але утрималися від відкриття вогню. Частково зруйнований міст через Зауер в Ехтернахі був швидко відремонтований інженерами полку «Гроссдойчланд», що дозволило підрозділам 10-ї танкової дивізії швидко просунутися вглиб території Великого герцогства. Літаки пролітали над землею, прямуючи до Бельгії та Франції, хоча деякі з них зупинялися і висаджували війська всередині країни.
О 06:30 більшість членів люксембурзького уряду, включно з Дюпоном і Бешом, евакуювалися зі столиці кортежем до прикордонного міста Еш. Міністр транспорту Віктор Бодсон залишився в казармах Сент-Еспрі для спостереження за ситуацією. Пізніше Бодсон втік зі столиці і, рухаючись мотоциклом польовими дорогами, зміг уникнути німецьких блокпостів і вирватися до Франції. В Еші «Шторхами» висадилася група зі 125 німецьких диверсантів, з наказом утримувати територію до прибуття основних сил вторгнення. Жандарм протистояв ворожим солдатам і попросив їх піти, але його взяли в полон. Бельгійський посол Кервін де Мерендре також був зупинений німецькими солдатами на кордоні і отримав наказ повернути назад, як і міністр освіти Люксембургу Ніколя Марге, який намагався втекти на таксі.
Порадившись зі своїми міністрами, Велика герцогиня Шарлотта вирішила залишити палац. У супроводі свого чоловіка, принца Феліче, матері, Великої Герцогині Марії-Анни, і членів великокнязівської свити, вона вирушила до прикордонного села Реданж. Після короткої зупинки її кортеж перетнув кордон о 07:45. Тим часом, Спадкоємний Великий Герцог Жан і дві його сестри у супроводі ад'ютанта Гійома Консбрука мали чекати на кордоні на підтвердження окупації. Близько 08:00 прем'єр-міністр і його оточення перетнули кордон перед тим, як вступити в контакт з французькими військами в Лонлавілі.

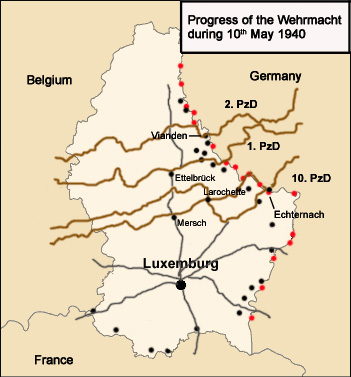
Карта німецького вторгнення в Люксембург

Група супроводження Великої герцогині Шарлотти змогла з'єднатися з урядовим кортежем у Лонгві. Тим часом автомобіль партії Жана був обстріляний німецьким літаком під час зупинки в кафе. Біля Еша група була затримана німецьким блокпостом, і їм вдалося втекти, коли їхній шофер проїхав прямо крізь солдатів. Зрештою партія приєдналася до Шарлотти та уряду Великого Герцогства у Сент-Мену.
Генерал Шарль Конде, командувач 3-ї армії в Меці, не мав чіткого уявлення про ситуацію і о 05:30 відправив літак повітряної розвідки для з'ясування обстановки. О 06:00 французька 3-тя легка кавалерійська дивізія отримала наказ увійти в сусідню країну. О 8:00 ранку в Люксембург увійшли французькі війська — 3-тя кавалерійська дивізія генерала Петіє, 1-ша бригада спагі під командуванням полковника Жуфо і танкова рота. В результаті зіткнення з військами вермахту, загинули п'ять солдатів спагі. Маршал британської авіації Артур Барратт, нетерплячий до небажання французьких Повітряних сил завдавати авіаційних ударів, наказав вилетіти своїм бомбардувальникам «Фейрі» 226-ї ескадрильї для атаки німецьких танкових колон. Вони вирушили без супроводу винищувачів і наразилися на сильний зенітний вогонь німців. Більшість з них були пошкоджені, але змогли врятуватися. Один отримав пряме попадання і розбився біля Беттендорфа. Німецькі солдати витягли з палаючих уламків трьох поранених членів екіпажу, один з яких пізніше помер у місцевій лікарні
Великокнязівська жандармерія чинила опір німецьким військам, але безрезультатно; столиця була окупована ще до полудня. Наплив біженців і прибуття німецьких і французьких військ призвели до дезорганізації системи управління жандармерією на півдні. Більшість жандармів супроводжували біженців через кордон, а деякі залишили свої пости і втекли до Франції. Загальні втрати люксембуржців склали шість жандармів і один поранений солдат, а 22 солдати (шість офіцерів і 16 унтер-офіцерів) і 54 жандарми потрапили в полон.
Французькі війська залишили Люксембург, не ув'язуючись у подальші бої з німцями.
До вечора 10 травня 1940 року більша частина країни, за винятком півдня, була окупована німецькими військами. Понад 90 000 цивільних осіб втекли з кантону Еш-сюр-Альзетт внаслідок вторгнення вермахту. 47 000 евакуювалися до Франції, 45 000 — до центральної та північної частини Люксембургу.

### Наслідки
11 травня великогерцогський уряд прибув до Парижа і розмістився в люксембурзькій дипмісії. Побоюючись німецької повітряної атаки і вважаючи невеликі приміщення непридатними для захисту, уряд переїхав далі на південь, спочатку до Фонтенбло, а потім до Пуатьє. Пізніше він переїхав до Португалії та Великої Британії, а потім на час війни оселився в Канаді. У вигнанні Шарлотта стала важливим символом національної єдності. Її старший син і спадкоємець Жан пішов добровольцем до британської армії в 1942 році. Єдиним офіційним представником залишився Альберт Верер, голова Міністерства державних справ, а також 41 його заступник.
Наприкінці травня Верер і кілька високопоставлених чиновників створили тимчасову «Адміністративну комісію» для управління Люксембургом замість великогерцогської сім'ї та інших міністерств і відомств. Верер зберіг Міністерство державних справ і взяв на себе відповідальність за зовнішні відносини та юстицію; Жан Метцдорф отримав портфелі міністрів внутрішніх справ, транспорту та громадських робіт; Жозеф Кармес керував фінансами, працею та охороною здоров'я; Луї Зіммер наглядав за освітою, а Матіас Пютц керував сільським господарством, виноградарством, торгівлею та промисловістю.
У перші дні після вторгнення люксембурзькі офіцери вільно розгулювали столицею, хоча солдати регулярної армії здебільшого сиділи в казармах. Майор Спеллер був ненадовго ув'язнений гестапо, хоча згодом його звільнили під ретельним наглядом.

## Відео
- The Battle of Belgium & The fall of Eben Emael [Архівовано 1 червня 2014 у Wayback Machine.]